# Basanite
Il termine basanite originariamente indicava un basalto porfirico contenente fenocristalli di pirosseno. Attualmente indica un gruppo di rocce magmatiche effusive basiche e sottosature in silice, composte da uno o più feldspatoidi, clinopirosseno, plagioclasio e olivina.

La basanite ha una tessitura olocristallina o ipocristallina porfirica. Il colore della roccia è molto scuro, tipicamente nero, o grigio scuro o grigio-verde in superficie.

## Etimologia
Il nome viene dal greco βάσανος (bàsanos = pietra di paragone) e l'origine è tradizionalmente attribuita a Teofrasto (320 a.C.). Dato il suo colore la pietra era utilizzata per stimare a occhio la purezza di altri minerali, e veniva quindi chiamata pietra di paragone. Da questo nome deriva l'espressione poi entrata nel linguaggio comune.

## Composizione mineralogica

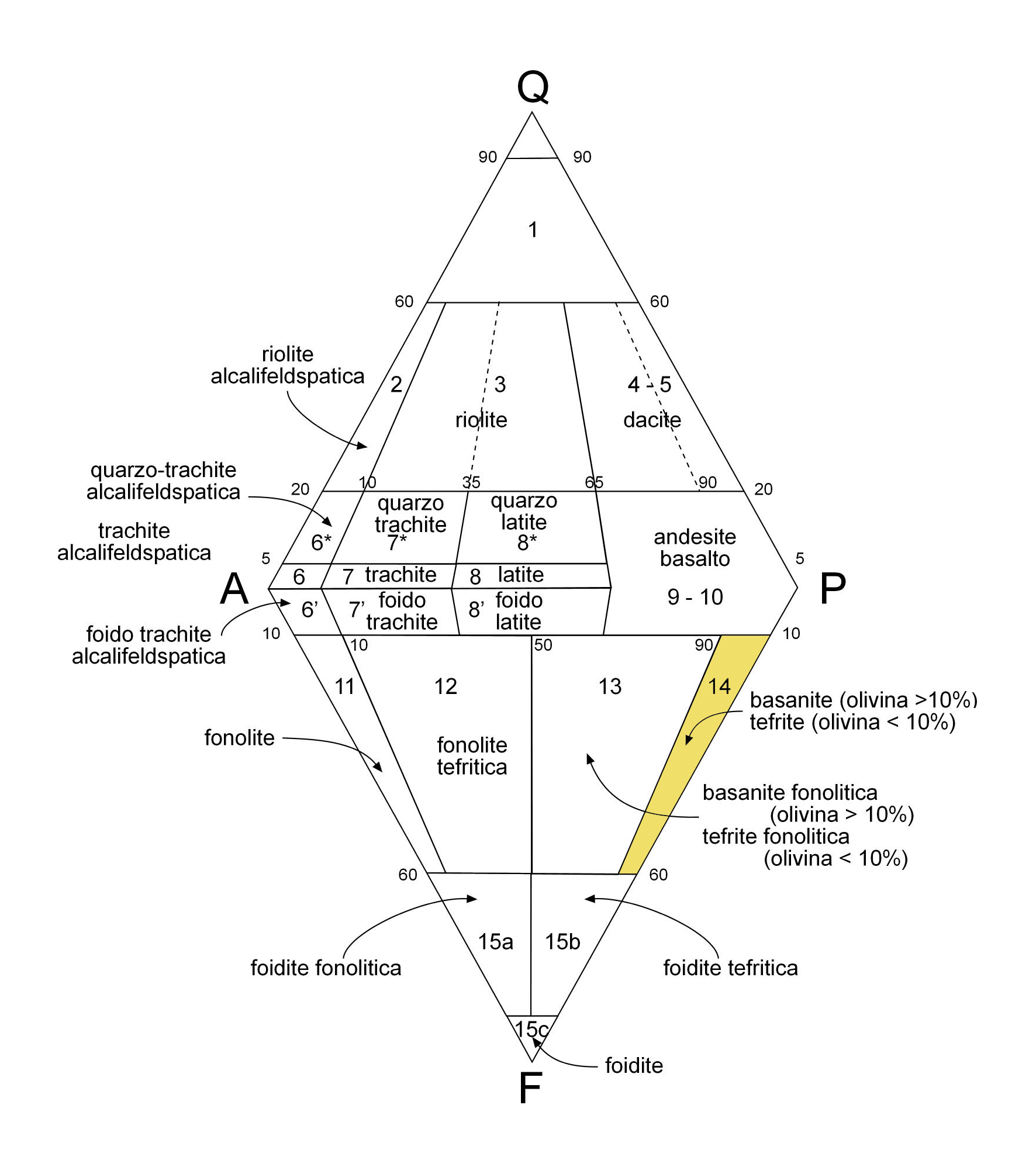
Posizione delle basaniti nel diagramma QAPF

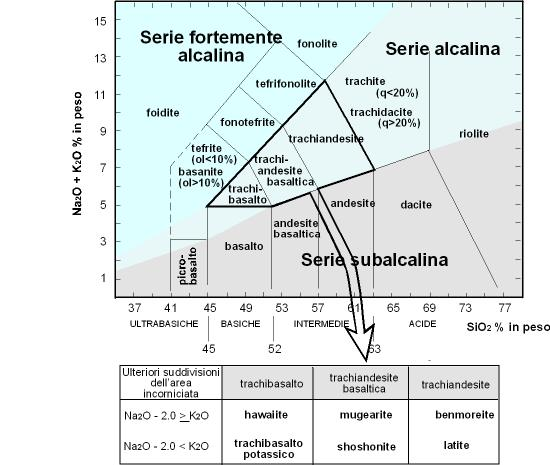
Tabella classificazione TAS

Se la roccia è completamente o quasi cristallizzata si calcola la moda. In questo caso deve rientrare nel campo 14 del diagramma QAPF e quindi contenere dal 10 al 60% in volume di feldspatoidi (leucite, e/o nefelina e/o analcime e/o haüyna), mentre l'eventuale feldspato potassico, se presente, deve essere inferiore al 10% del totale dei feldspati. Se la roccia è ipocristallina, si calcola la norma e si utilizza il diagramma TAS. In entrambi i casi la percentuale in peso di olivina discrimina tra basaniti (olivina > 10% in peso) e tefriti (olivina < 10%), che occupano lo stesso campo. Si usa anteporre al nome della roccia il nome del feldspatoide prevalente (ad es. nefelin basanite, analcime basanite).

## Varietà
La limburgite è una varietà priva di feldspati, con fenocristalli di pirosseni, olivina e minerali opachi in una pasta di fondo vetrosa contenente gli stessi minerali + nefelina. Il nome deriva dalla località di Limburg, vicino a Sasbach am Kaiserstuhl, nel Baden-Württemberg (Germania), dove la roccia è diffusa. Oggi viene considerata sinonimo di ialo-nefelin-basanite (ialo indica la presenza di vetro). Alcune limburgiti contengono cristalli di orneblenda e biotite, altre presentano cristalli di hauyna, altre ancora anortoclasio.

## Composizione chimica e norma
Chimicamente la basanite ha un basso contenuto di silice (dal 42 al 45% SiO2), e un alto contenuto di alcali (dal 3 al 5,5% di Na2O e K2O) rispetto al basalto, che di solito contiene più SiO2, come risulta evidente dallo schema utilizzato per la classificazione TAS. La nefelinite è ancora più ricca di Na2O e K2O rispetto a SiO2.
|       | % in peso |
| ----- | --------- |
| SiO2  | 45,16     |
| TiO2  | 2,56      |
| Al2O3 | 14,99     |
| Fe2O3 | 4,02      |
| FeO   | 7,65      |
| MnO   | 0,16      |
| MgO   | 8,71      |
| CaO   | 10,39     |
| Na2O  | 3,62      |
| K2O   | 2,00      |
| P2O5  | 0,75      |

|            | % in peso |
| ---------- | --------- |
| Ortoclasio | 11,61     |
| Albite     | 12,42     |
| Anortite   | 18,38     |
| Nefelina   | 9,55      |
| Diopside   | 21,03     |
| Olivina    | 12,38     |
| Magnetite  | 5,72      |
| Ilmenite   | 4,71      |
| Apatite    | 1,74      |

## Distribuzione
Le basaniti si trovano sia sui continenti che nelle isole oceaniche. Insieme ai basalti, sono in larga parte prodotte da un vulcanismo sopra punti caldi.
In Italia:
- Le basaniti sono presenti sul Monte Vulture (0,8-0,1 Ma)[3], nel Montiferru (Sardegna, 3,8-2,3 Ma), nei Monti Iblei (Sicilia, dal Cretaceo al Pleistocene) e nei vulcani sottomarini del Canale di Sicilia (Miocene-attuale)[5].

Nel mondo:
- Egitto
- Isole Hawaii
- Isole Comore
- Isole Canarie
- Madagascar settentrionale

## Utilizzo

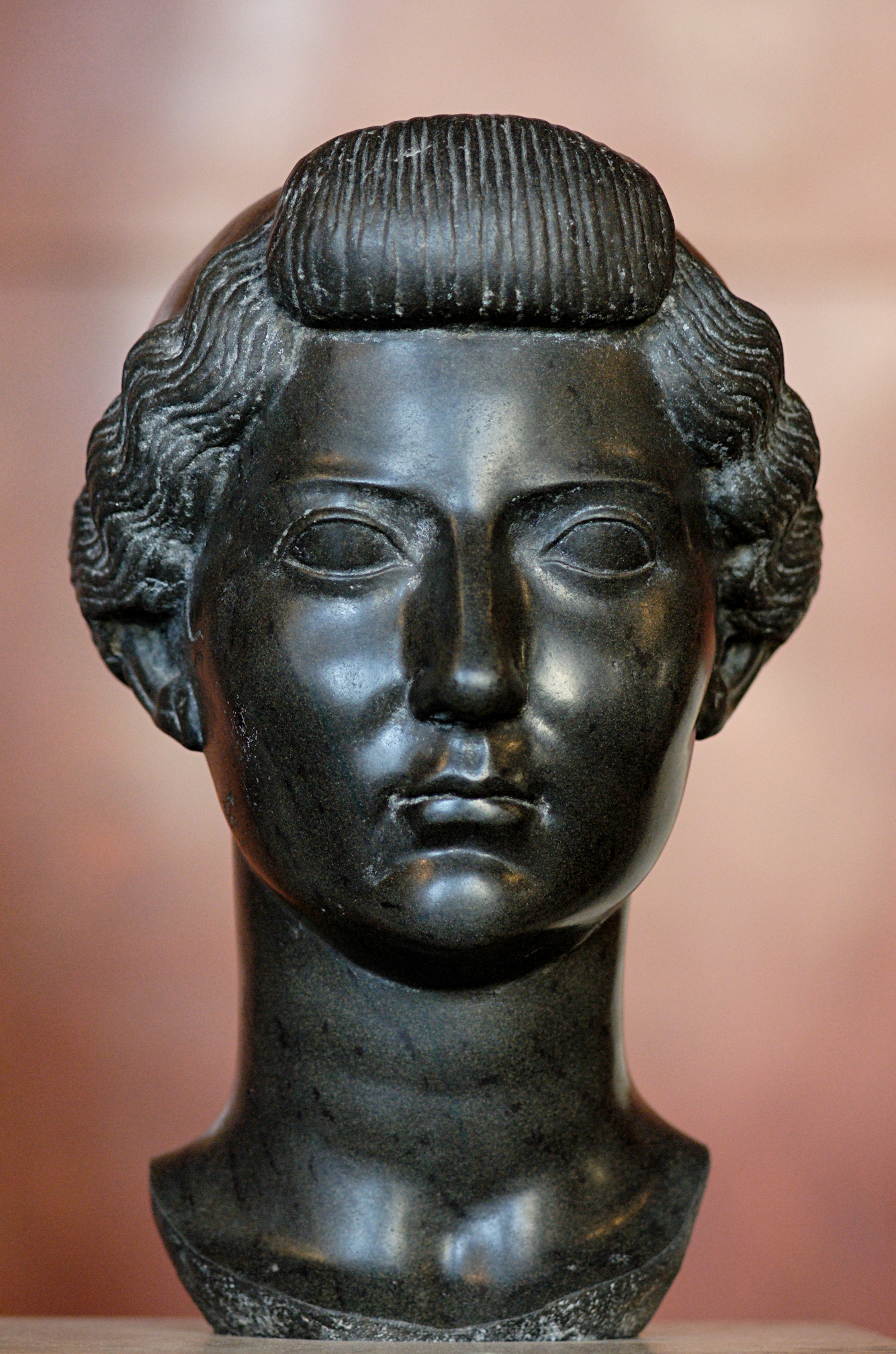
Statuetta in basanite di Livia Drusilla conservata al Louvre

La basanite, detta anche pietra Bekhen, è stata usata come pietra ornamentale dagli Egizi e successivamente dai Romani per la costruzione di statue, lapidi e stele.
Dal punto di vista storico la basanite è uno dei primi materiali che l'uomo abbia mai lavorato, risalendo il suo utilizzo ad almeno tremila anni prima di Cristo. I Romani la sfruttarono intensamente e soprattutto nel primo secolo dopo Cristo I d.C.
Pur essendo stata largamente impiegata nella realizzazione di statue, essa non è considerabile un "marmo nero" poiché non è una roccia metamorfica quale è invece il marmo, bensì una roccia ignea effusiva. La sua compattezza, la ridotta porosità e la suddetta composizione mineralogica, ne fanno una pietra dura di difficile lavorazione. Plinio paragonò questa roccia al ferro.
La cava di questo materiale è referenziata nel cosiddetto Papiro delle miniere, realizzato intorno al 1160 a.C., trovato nella zona di Tebe intorno al 1820 e conservato nel Museo delle antichità egizie di Torino. La cava si trova in una area ad intensa attività tettonica nel Uadi Hammamat, tra le città di Qift sul Nilo e Quseir sul Mar Rosso, nel centro del Deserto Orientale dell'Egitto.